# Velká cena Německa silničních motocyklů 2025
Velká cena Německa 2025 (oficiálně Liqui Moly Motorrad Grand Prix Deutschland) byl jedenáctý závodní víkend Mistrovství světa silničních motocyklů 2025. Konal se 11. – 13. července na okruhu Sachsenring, v Hohenstein-Ernstthal v Německu.

## Sprint MotoGP
| Poř.                                                         | Č. | Jezdec                | Tým                               | Výrobce | Kol | Čas       | St. | Body |
| ------------------------------------------------------------ | -- | --------------------- | --------------------------------- | ------- | --- | --------- | --- | ---- |
| 1                                                            | 93 | Marc Márquez          | Ducati Lenovo Team                | Ducati  | 15  | 22'25.747 | 1   | 12   |
| 2                                                            | 72 | Marco Bezzecchi       | Aprilia Racing                    | Aprilia | 15  | +0.938    | 3   | 9    |
| 3                                                            | 20 | Fabio Quartararo      | Monster Energy Yamaha MotoGP Team | Yamaha  | 15  | +4.361    | 6   | 7    |
| 4                                                            | 49 | Fabio Di Giannantonio | Pertamina Enduro VR46 Racing Team | Ducati  | 15  | +4.683    | 7   | 6    |
| 5                                                            | 43 | Jack Miller           | Prima Pramac Yamaha MotoGP        | Yamaha  | 15  | +9.405    | 8   | 5    |
| 6                                                            | 33 | Brad Binder           | Red Bull KTM Factory Racing       | KTM     | 15  | +11.720   | 9   | 4    |
| 7                                                            | 5  | Johann Zarco          | CASTROL Honda LCR                 | Honda   | 15  | +12.090   | 2   | 3    |
| 8                                                            | 73 | Álex Márquez          | BK8 Gresini Racing MotoGP         | Ducati  | 15  | +12.347   | 5   | 2    |
| 9                                                            | 37 | Pedro Acosta          | Red Bull KTM Factory Racing       | KTM     | 15  | +17.236   | 4   | 1    |
| 10                                                           | 54 | Fermín Aldeguer       | BK8 Gresini Racing MotoGP         | Ducati  | 15  | +18.728   | 12  |      |
| 11                                                           | 88 | Miguel Oliveira       | Prima Pramac Yamaha MotoGP        | Yamaha  | 15  | +19.486   | 11  |      |
| 12                                                           | 63 | Francesco Bagnaia     | Ducati Lenovo Team                | Ducati  | 15  | +20.339   | 10  |      |
| 13                                                           | 25 | Raúl Fernández        | Trackhouse MotoGP Team            | Aprilia | 15  | +21.978   | 14  |      |
| 14                                                           | 36 | Joan Mir              | Honda HRC Castrol                 | Honda   | 15  | +23.077   | 15  |      |
| 15                                                           | 42 | Álex Rins             | Monster Energy Yamaha MotoGP Team | Yamaha  | 15  | +23.575   | 16  |      |
| 16                                                           | 10 | Luca Marini           | Honda HRC Castrol                 | Honda   | 15  | +29.220   | 13  |      |
| 17                                                           | 79 | Ai Ogura              | Trackhouse MotoGP Team            | Aprilia | 15  | +31.433   | 17  |      |
| 18                                                           | 32 | Lorenzo Savadori      | Aprilia Racing                    | Aprilia | 15  | +50.698   | 18  |      |
| –                                                            | 21 | Franco Morbidelli     | Pertamina Enduro VR46 Racing Team | Ducati  | 13  | nehoda    | –   |      |
| Nejrychlejší kolo: Marc Márquez (Ducati) – 1'28.826 (kolo 7) |    |                       |                                   |         |     |           |     |      |
| Oficiální výsledky MotoGP Sprint – Velká cena Německa 2025   |    |                       |                                   |         |     |           |     |      |

## MotoGP
| Poř.                                                         | Č. | Jezdec                | Tým                               | Výrobce | Kol | Čas       | St. | Body |
| ------------------------------------------------------------ | -- | --------------------- | --------------------------------- | ------- | --- | --------- | --- | ---- |
| 1                                                            | 93 | Marc Márquez          | Ducati Lenovo Team                | Ducati  | 30  | 40'42.854 | 1   | 25   |
| 2                                                            | 73 | Álex Márquez          | BK8 Gresini Racing MotoGP         | Ducati  | 30  | +6.380    | 5   | 20   |
| 3                                                            | 63 | Francesco Bagnaia     | Ducati Lenovo Team                | Ducati  | 30  | +7.080    | 10  | 16   |
| 4                                                            | 20 | Fabio Quartararo      | Monster Energy Yamaha MotoGP Team | Yamaha  | 30  | +18.738   | 6   | 13   |
| 5                                                            | 54 | Fermín Aldeguer       | BK8 Gresini Racing MotoGP         | Ducati  | 30  | +18.916   | 12  | 11   |
| 6                                                            | 10 | Luca Marini           | Honda HRC Castrol                 | Honda   | 30  | +24.743   | 13  | 10   |
| 7                                                            | 33 | Brad Binder           | Red Bull KTM Factory Racing       | KTM     | 30  | +24.820   | 9   | 9    |
| 8                                                            | 43 | Jack Miller           | Prima Pramac Yamaha MotoGP        | Yamaha  | 30  | +25.757   | 8   | 8    |
| 9                                                            | 25 | Raúl Fernández        | Trackhouse MotoGP Team            | Aprilia | 30  | +25.859   | 14  | 7    |
| 10                                                           | 42 | Álex Rins             | Monster Energy Yamaha MotoGP Team | Yamaha  | 30  | +39.419   | 16  | 6    |
| –                                                            | 36 | Joan Mir              | Honda HRC Castrol                 | Honda   | 21  | nehoda    | 15  |      |
| –                                                            | 79 | Ai Ogura              | Trackhouse MotoGP Team            | Aprilia | 21  | nehoda    | 17  |      |
| –                                                            | 72 | Marco Bezzecchi       | Aprilia Racing                    | Aprilia | 20  | nehoda    | 3   |      |
| –                                                            | 32 | Lorenzo Savadori      | Aprilia Racing                    | Aprilia | 19  | nehoda    | 18  |      |
| –                                                            | 49 | Fabio Di Giannantonio | Pertamina Enduro VR46 Racing Team | Ducati  | 17  | nehoda    | 7   |      |
| –                                                            | 5  | Johann Zarco          | CASTROL Honda LCR                 | Honda   | 17  | nehoda    | 2   |      |
| –                                                            | 37 | Pedro Acosta          | Red Bull KTM Factory Racing       | KTM     | 3   | nehoda    | 4   |      |
| –                                                            | 88 | Miguel Oliveira       | Prima Pramac Yamaha MotoGP        | Yamaha  | 2   | nehoda    | 11  |      |
| Nejrychlejší kolo: Marc Márquez (Ducati) – 1'20.704 (kolo 5) |    |                       |                                   |         |     |           |     |      |
| Oficiální výsledky MotoGP – Velká cena Německa 2025          |    |                       |                                   |         |     |           |     |      |

## Moto2
| Poř.                                                         | Č. | Jezdec                  | Tým                           | Výrobce    | Kol | Čas       | St. | Body |
| ------------------------------------------------------------ | -- | ----------------------- | ----------------------------- | ---------- | --- | --------- | --- | ---- |
| 1                                                            | 53 | Deniz Öncü              | Red Bull KTM Ajo              | Kalex      | 20  | 28'02.843 | 6   | 25   |
| 2                                                            | 7  | Barry Baltus            | Fantic Racing Lino Sonego     | Kalex      | 20  | +0.129    | 2   | 20   |
| 3                                                            | 96 | Jake Dixon              | ELF Marc VDS Racing Team      | Boscoscuro | 20  | +1.131    | 1   | 16   |
| 4                                                            | 18 | Manuel González         | LIQUI MOLY Dynavolt Intact GP | Kalex      | 20  | +2.916    | 16  | 13   |
| 5                                                            | 13 | Celestino Vietti        | Folladore SpeedRS Team        | Boscoscuro | 20  | +3.067    | 18  | 11   |
| 6                                                            | 16 | Joe Roberts             | Onlyfans American Racing Team | Kalex      | 20  | +4.251    | 10  | 10   |
| 7                                                            | 44 | Arón Canet              | Fantic Racing Lino Sonego     | Kalex      | 20  | +6.359    | 12  | 9    |
| 8                                                            | 28 | Izan Guevara            | BLU CRU Pramac Yamaha Moto2   | Boscoscuro | 20  | +8.241    | 11  | 8    |
| 9                                                            | 71 | Ayumu Sasaki            | RW - Idrofoglia Racing GP     | Kalex      | 20  | +8.489    | 13  | 7    |
| 10                                                           | 12 | Filip Salač             | ELF Marc VDS Racing Team      | Boscoscuro | 20  | +8.584    | 14  | 6    |
| 11                                                           | 81 | Senna Agius             | LIQUI MOLY Dynavolt Intact GP | Kalex      | 20  | +8.756    | 4   | 5    |
| 12                                                           | 27 | Daniel Holgado          | CFMOTO Inde Aspar Team        | Kalex      | 20  | +9.016    | 15  | 4    |
| 13                                                           | 4  | Iván Ortolá             | QJMOTOR - FRINSA - MSI        | Boscoscuro | 20  | +10.403   | 9   | 3    |
| 14                                                           | 9  | Jorge Navarro           | KLINT Forward Factory Team    | Forward    | 20  | +18.381   | 24  | 2    |
| 15                                                           | 15 | Darryn Binder           | ITALJET Gresini Moto2         | Kalex      | 20  | +18.583   | 21  | 1    |
| 16                                                           | 95 | Collin Veijer           | Red Bull KTM Ajo              | Kalex      | 20  | +18.982   | 23  |      |
| 17                                                           | 84 | Zonta van den Goorbergh | RW-Idrofoglia Racing GP       | Kalex      | 20  | +19.101   | 22  |      |
| 18                                                           | 99 | Adrián Huertas          | Italtrans Racing Team         | Kalex      | 20  | +19.159   | 28  |      |
| 19                                                           | 92 | Yuki Kunii              | Idemitsu Honda Team Asia      | Kalex      | 20  | +19.819   | 19  |      |
| 20                                                           | 11 | Álex Escrig             | KLINT Forward Factory Team    | Forward    | 20  | +23.981   | 20  |      |
| 21                                                           | 23 | Taiga Hada              | Idemitsu Honda Team Asia      | Kalex      | 20  | +27.901   | 26  |      |
| –                                                            | 75 | Albert Arenas           | ITALJET Gresini Moto2         | Kalex      | 20  | nehoda    | 5   |      |
| –                                                            | 24 | Marcos Ramírez          | Onlyfans American Racing Team | Kalex      | 20  | nehoda    | 7   |      |
| –                                                            | 10 | Diogo Moreira           | Italtrans Racing Team         | Kalex      | 15  | nehoda    | 25  |      |
| –                                                            | 80 | David Alonso            | CFMOTO Inde Aspar Team        | Kalex      | 15  | nehoda    | 17  |      |
| –                                                            | 14 | Tony Arbolino           | BLU CRU Pramac Yamaha Moto2   | Boscoscuro | 6   | nehoda    | 3   |      |
| –                                                            | 61 | Eric Fernandez          | QJMOTOR - FRINSA - MSI        | Boscoscuro | 4   | nehoda    | 27  |      |
| –                                                            | 21 | Alonso Lopez            | Folladore SpeedRS Team        | Boscoscuro | 1   | nehoda    | 8   |      |
| Nejrychlejší kolo: Diogo Moreira (Kalex) – 1'23.270 (kolo 3) |    |                         |                               |            |     |           |     |      |
| Oficiální výsledky Moto2 – Velká cena Německa 2025           |    |                         |                               |            |     |           |     |      |

## Moto3
| Poř.                                                         | Č. | Jezdec             | Tým                           | Výrobce | Kol | Čas       | St. | Body |
| ------------------------------------------------------------ | -- | ------------------ | ----------------------------- | ------- | --- | --------- | --- | ---- |
| 1                                                            | 64 | David Muñoz        | LIQUI MOLY Dynavolt Intact GP | KTM     | 23  | 33'27.081 | 4   | 25   |
| 2                                                            | 28 | Maximo Quiles      | CFMOTO Gaviota Aspar Team     | KTM     | 23  | +0.241    | 7   | 20   |
| 3                                                            | 99 | José Antonio Rueda | Red Bull KTM Ajo              | KTM     | 23  | +0.250    | 12  | 16   |
| 4                                                            | 36 | Ángel Piqueras     | FRINSA - MT Helmets - MSI     | KTM     | 23  | +0.298    | 10  | 13   |
| 5                                                            | 83 | Álvaro Carpe       | Red Bull KTM Ajo              | KTM     | 23  | +0.335    | 5   | 11   |
| 6                                                            | 66 | Joel Kelso         | LEVELUP-MTA                   | KTM     | 23  | +0.563    | 13  | 10   |
| 7                                                            | 94 | Guido Pini         | LIQUI MOLY Dynavolt Intact GP | KTM     | 23  | +0.645    | 3   | 9    |
| 8                                                            | 12 | Jacob Roulstone    | Red Bull KTM Tech3            | KTM     | 23  | +0.893    | 18  | 8    |
| 9                                                            | 14 | Cormac Buchanan    | DENSSI Racing - BOE           | KTM     | 23  | +1.505    | 8   | 7    |
| 10                                                           | 89 | Marcos Uriarte     | LEVELUP-MTA                   | KTM     | 23  | +6.518    | 11  | 6    |
| 11                                                           | 71 | Dennis Foggia      | CFMOTO Gaviota Aspar Team     | KTM     | 23  | +9.429    | 24  | 5    |
| 12                                                           | 73 | Valentín Perrone   | Red Bull KTM Tech3            | KTM     | 23  | +9.484    | 15  | 4    |
| 13                                                           | 82 | Stefano Nepa       | SIC58 Squadra Corse           | Honda   | 23  | +9.687    | 23  | 3    |
| 14                                                           | 54 | Riccardo Rossi     | Rivacold Snipers Team         | Honda   | 23  | +11.058   | 22  | 2    |
| 15                                                           | 6  | Ryusei Yamanaka    | FRINSA - MT Helmets - MSI     | KTM     | 23  | +12.298   | 16  | 1    |
| 16                                                           | 55 | Noah Dettwiler     | CIP Green Power               | KTM     | 23  | +27.245   | 14  |      |
| 17                                                           | 48 | Lenoxx Phommara    | SIC58 Squadra Corse           | Honda   | 23  | +43.348   | 25  |      |
| 18                                                           | 10 | Nicola Carraro     | Rivacold Snipers Team         | Honda   | 18  | +5 kol    | 19  |      |
| –                                                            | 72 | Taiyo Furusato     | Honda Team Asia               | Honda   | 22  | nehoda    | 17  |      |
| –                                                            | 19 | Scott Ogden        | CIP Green Power               | KTM     | 19  | nehoda    | 1   |      |
| –                                                            | 22 | David Almansa      | Leopard Racing                | Honda   | 14  | nehoda    | 2   |      |
| –                                                            | 5  | Tatchakorn Buasri  | Honda Team Asia               | Honda   | 10  | odstoupil | 21  |      |
| –                                                            | 31 | Adrián Fernández   | Leopard Racing                | Honda   | 8   | nehoda    | 6   |      |
| –                                                            | 8  | Eddie O'Shea       | GRYD - Mlav Racing            | Honda   | 3   | nehoda    | 9   |      |
| –                                                            | 25 | Leonardo Abruzzo   | DENSSI Racing - BOE           | KTM     | 3   | nehoda    | 20  |      |
| Nejrychlejší kolo: Ángel Piqueras (KTM) – 1'26.547 (kolo 21) |    |                    |                               |         |     |           |     |      |
| Oficiální výsledky Moto3 – Velká cena Německa 2025           |    |                    |                               |         |     |           |     |      |

## Pořadí jezdců MotoGP
|  | Poř. | Jezdec                | Body |
|  | ---- | --------------------- | ---- |
|  | 1    | Marc Márquez          | 344  |
|  | 2    | Álex Márquez          | 261  |
|  | 3    | Francesco Bagnaia     | 197  |
|  | 4    | Franco Morbidelli     | 142  |
|  | 5    | Fabio Di Giannantonio | 130  |

## Startovní listina MotoGP
| Tovární týmy                      | Tovární týmy | Tovární týmy            | Tovární týmy | Tovární týmy          |
| Tým                               | Konstruktér  | Motorka                 | st.č.        | Jezdec                |
| --------------------------------- | ------------ | ----------------------- | ------------ | --------------------- |
| Aprilia Racing                    | Aprilia      | Aprilia RS-GP25         | 32           | Lorenzo Savadori      |
| Aprilia Racing                    | Aprilia      | Aprilia RS-GP25         | 72           | Marco Bezzecchi       |
| Ducati Lenovo Team                | Ducati       | Ducati Desmosedici GP25 | 63           | Francesco Bagnaia     |
| Ducati Lenovo Team                | Ducati       | Ducati Desmosedici GP25 | 93           | Marc Márquez          |
| Honda HRC Castrol                 | Honda        | Honda RC213V            | 10           | Luca Marini           |
| Honda HRC Castrol                 | Honda        | Honda RC213V            | 36           | Joan Mir              |
| Red Bull KTM Factory Racing       | KTM          | KTM RC16                | 33           | Brad Binder           |
| Red Bull KTM Factory Racing       | KTM          | KTM RC16                | 37           | Pedro Acosta          |
| Monster Energy Yamaha MotoGP      | Yamaha       | Yamaha YZR-M1           | 20           | Fabio Quartararo      |
| Monster Energy Yamaha MotoGP      | Yamaha       | Yamaha YZR-M1           | 42           | Álex Rins             |
| Satelitní týmy                    |              |                         |              |                       |
| Tým                               | Konstruktér  | Motorka                 | st.č.        | Jezdec                |
| Trackhouse MotoGP Team            | Aprilia      | Aprilia RS-GP           | 25           | Raúl Fernández        |
| Trackhouse MotoGP Team            | Aprilia      | Aprilia RS-GP           | 79           | Ai Ogura              |
| Pertamina Enduro VR46 Racing Team | Ducati       | Ducati Desmosedici GP24 | 21           | Franco Morbidelli     |
| Pertamina Enduro VR46 Racing Team | Ducati       | Ducati Desmosedici GP25 | 49           | Fabio Di Giannantonio |
| Gresini Racing MotoGP             | Ducati       | Ducati Desmosedici GP24 | 54           | Fermín Aldeguer       |
| Gresini Racing MotoGP             | Ducati       | Ducati Desmosedici GP24 | 73           | Álex Márquez          |
| LCR Honda Castrol                 | Honda        | Honda RC213V            | 5            | Johann Zarco          |
| Red Bull KTM Tech3                | KTM          | KTM RC16                | 12           | Maverick Viñales      |
| Red Bull KTM Tech3                | KTM          | KTM RC16                | 23           | Enea Bastianini       |
| Prima Pramac Yamaha               | Yamaha       | Yamaha YZR-M1           | 43           | Jack Miller           |
| Prima Pramac Yamaha               | Yamaha       | Yamaha YZR-M1           | 88           | Miguel Oliveira       |

| Legenda                 |
| ----------------------- |
| Stálý jezdec            |
| Nováček                 |
| Jezdec na divokou kartu |
| Náhradní jezdec         |

| Předchozí Velká cena: Velká cena Nizozemska 2025 | Mistrovství světa silničních motocyklů 2025 | Následující Velká cena: Velká cena České republiky 2025 |
| Předchozí ročník: Velká cena Německa 2024        | Velká cena Německa silničních motocyklů     | Následující ročník: Velká cena Německa 2026             |